# 兵庫県立西宮苦楽園高等学校
兵庫県立西宮苦楽園高等学校（ひょうごけんりつ にしのみやくらくえん こうとうがっこう）は、兵庫県西宮市苦楽園二番町に所在する県立高等学校。
2025年に西宮北高校と西宮甲山高校を統合して設立された。校舎は旧西宮北高校の校舎を使用している。

## 概要
兵庫県立高校の再編により、兵庫県立北神戸総合高等学校、兵庫県立神戸学園都市高等学校、兵庫県立三木総合高等学校、兵庫県立播磨福崎高等学校、兵庫県立姫路海稜高等学校と共に設立された。
いずれも西宮市の六甲山系の中腹に位置する西宮北高校と西宮甲山高校は、2022年に統合が発表され、同年中に西宮北高校の校地に統合校が設置されることが決定した。校名は上記の他校と同様に、地域性や学びの特色がイメージしやすいことを考慮し、統合対象校の関係者の意見を取り入れた上で選考された。
通学区域は第2学区及び神戸市北区。
学科は普通科と推薦入学の文理探求科から成る。文理探求科は1学年につき1学級。
本校の前身であり、校地を継承した西宮北高校は、小説家谷川流の母校で、角川スニーカー文庫から刊行されている小説『涼宮ハルヒシリーズ』、およびアニメ『涼宮ハルヒの憂鬱』の舞台「県立北高校」のモデルとなった。アニメ化の際には西宮北高校の施設が登場した。

## 沿革
- 2022年（令和4年）7月14日 - 西宮北高校と西宮甲山高校の統合が発表される[3]。
- 2022年（令和4年）11月17日 - 統合校を西宮北高校の校地に設置することが決定[4]。
- 2023年（令和5年）12月21日 - 校名が「兵庫県立西宮苦楽園高等学校」に決定[1]。
- 2025年（令和7年）1月 - 開設[5][6]。
- 2025年（令和7年）4月1日 - 開校。

## 設置学科
- 普通科
- 文理探求科

## 特色
2023年12月に発表された本校の学びの特色は下記のとおりである。
- プログラミングに力点を置いた探究活動
- 幼小中学校と連携した課題解決学習
- 国際交流による英語活用能力の育成
- 個性を尊重した系統的なキャリア教育
- 地域ふれあい活動等の体験活動